# Брок (острво)

Острво Брок (енгл. Brock Island) је једно од острва у канадском арктичком архипелагу. Острво је у саставу канадске Сјеверозападне територије. Налази се западно од острва Мекензи Кинг.
Површина износи 764 km².